# Villecey-sur-Mad
 Villecey-sur-Mad  là một xã của tỉnh Meurthe-et-Moselle, thuộc vùng Grand Est, đông bắc nước Pháp. Xã này nằm ở khu vực có độ cao trung bình 195 mét trên mực nước biển.
Thị trấn nằm ở hữu ngạn sông Rupt de Mad, sông tạo thành phần lớn ranh giới phía tây bắc.